# Kathedrale von Morón

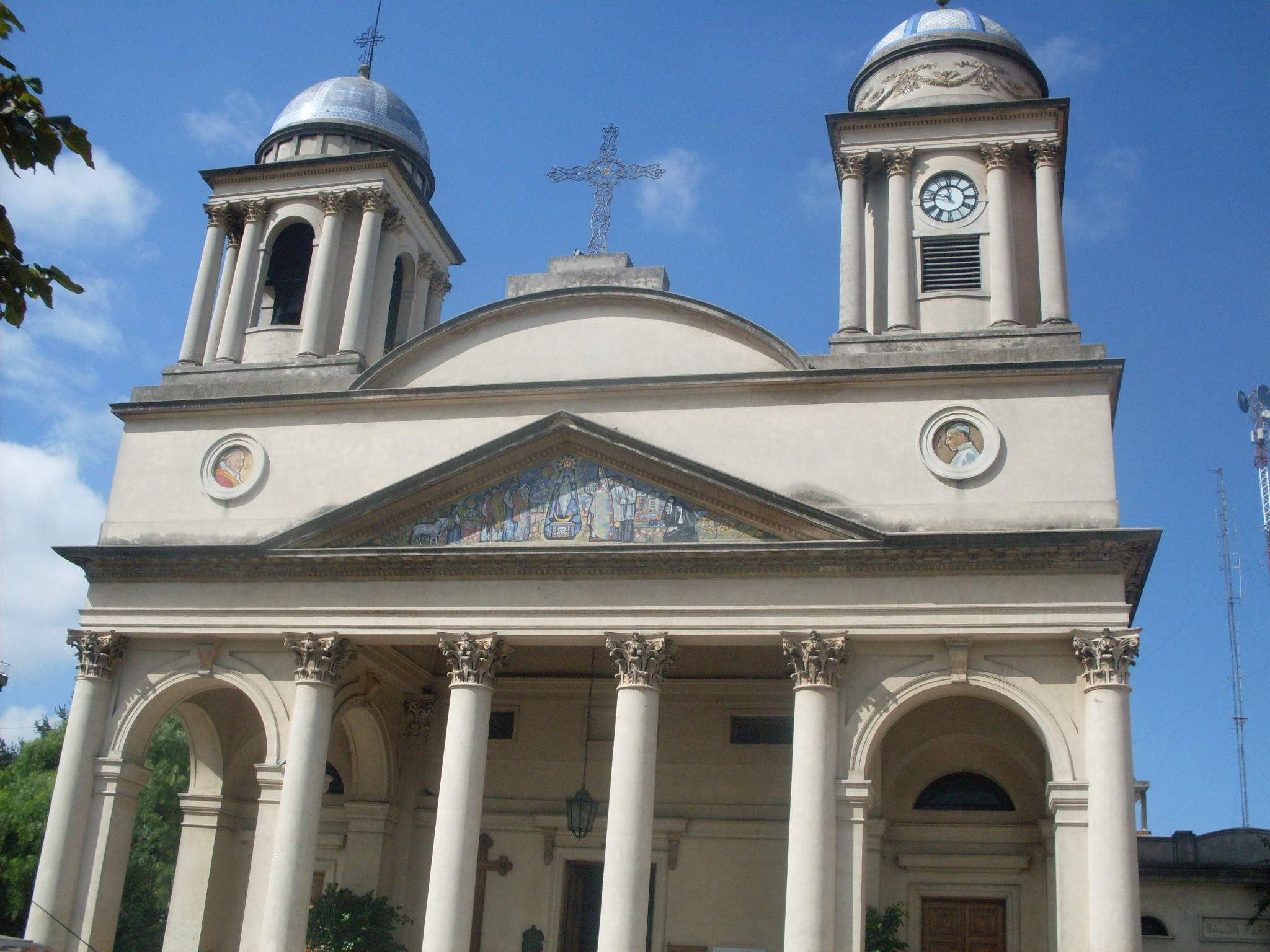
Kathedrale von Morón – Fassade

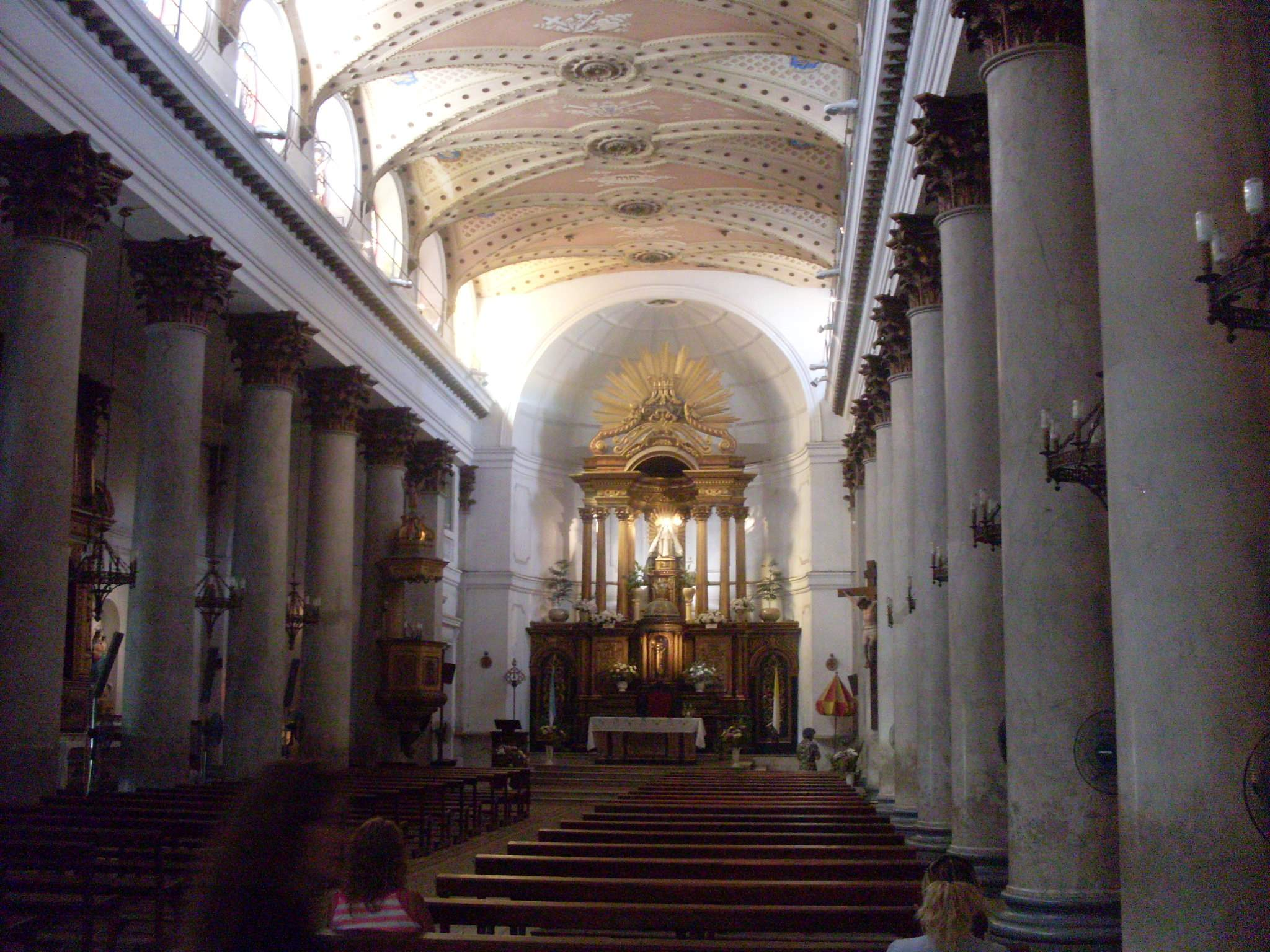
Langhaus

Die Kathedrale von Morón oder Kathedralenbasilika der Unbefleckten Empfängnis der guten Reise (spanisch Catedral Basílica Inmaculada Concepción del Buen Viaje) ist eine römisch-katholische Kirche in der Großstadt Morón in der argentinischen Provinz Buenos Aires. Die Kathedrale des Bistums Morón mit der Anrufung der Unbefleckten Empfängnis trägt den Titel einer Basilica minor.

## Lage
Die ca. 25 m hoch gelegene und annähernd 150.000 Einwohner zählende Großstadt Morón befindet sich etwa 30 km westlich von Buenos Aires. Die Kathedrale liegt im Zentrum der Stadt an der Plaza del Libertador General de San Martín / Ecke Calle Belgrano.

## Geschichte
Bei einem Fort an der Stelle der heutigen Stadt Morón außerhalb von Buenos Aires entstand ein Oratorium. Die Jesuiten stellten dann eine bis heute in der Kathedrale verehrte geschnitzte Marienfigur der „Unbefleckten Empfängnis des Weges“ in einer Kapelle. Wenig später entstand hier eine Gemeinde, für die im Jahr 1776 eine Pfarrkirche gebaut wurde. Im Jahr 1807 floh Bischof Benito Lué y Riega während der englischen Invasionen in die Kirche von Morón, das in offiziellen Dokumenten des Staates als Morón de la Concepción erwähnt wurde.
Eine zweite Kirche an diesem Standort wurde 1854 vom Pfarrer Francisco Romero errichtet. Die Baugenehmigung wurde 1852 nach der Feststellung schwerer Schäden an der alten Kirche erteilt. Derselbe Priester Romero legte am 31. Juli 1868 feierlich den Grundstein der dritten (= heutigen) Kirche. Diese für die wachsende Bevölkerung verbreiterte Kirche wurde ab 1871 genutzt, der Bau wurde mit dem Bau seiner beiden Türme auf dem Portikus im Jahr 1885 abgeschlossen. Die Kirchweihe erfolgte am 15. August 1944. Im Jahr 1947 fand die Diözesankrönung der Jungfrau Maria statt. Papst Pius XII. erhob die Kirche im Jahr 1957 zur Kathedrale des neu geschaffenen Bistums Morón. Vier Jahre später erfolgte eine kanonische Krönung der Marienstatue durch den Erzbischof Antonio Kardinal Caggiano statt. Im August 1963 verlieh Papst Paul VI. nach Bemühungen von Bischof Miguel Raspanti der Kathedrale zusätzlich den Titel einer Basilica minor. Auf seiner Südamerika-Reise besuchte Papst Johannes Paul II. im Juni 1982 auch die Stadt Morón und betete vor dem Bildnis der „Unbefleckten Empfängnis der Guten Reise“. Im Jahr 1995 wurde die Kathedrale zum städtischen historischen Denkmal erklärt.

## Architektur
Die klassizistisch anmutende Fassade der Kirche wird geprägt von einem giebelbekrönten Portikus mit zwei seitlichen Turmaufsätzen; der Dreiecksgiebel des Portikus ist nochmals von einem Rundgiebel überfangen, der die Dachform widerspiegelt. Das im Aufriss basilikal angelegte Langhaus der Kirche ist dreischiffig und mit einem eher flachen Kreuzrippengewölbe, in welches Stichkappen eingefügt sind, bedeckt; ein Querschiff bzw. eine Vierungskuppel fehlen. Die langen Architrave des Langhauses werden von Säulenreihen getragen.

## Museum
Die Kathedrale verfügt über ein kleines Museum mit Werken sakraler Kunst.